# Happy Children
Happy Children is een single van de Italiaanse artiest P. Lion en een typerend Italodisconummer uit de jaren tachtig.
Tot op heden is het de bestverkochte en meest succesvolle single van deze muzikant.

## Hitlijsten

### Nationale Hitparade
| Hitnotering: 08-09-1984 t/m 20-10-1984 | Hitnotering: 08-09-1984 t/m 20-10-1984 | Hitnotering: 08-09-1984 t/m 20-10-1984 | Hitnotering: 08-09-1984 t/m 20-10-1984 | Hitnotering: 08-09-1984 t/m 20-10-1984 | Hitnotering: 08-09-1984 t/m 20-10-1984 | Hitnotering: 08-09-1984 t/m 20-10-1984 | Hitnotering: 08-09-1984 t/m 20-10-1984 |
| Week                                   | 36                                     | 37                                     | 38                                     | 39                                     | 40                                     | 41                                     |                                        |
| -------------------------------------- | -------------------------------------- | -------------------------------------- | -------------------------------------- | -------------------------------------- | -------------------------------------- | -------------------------------------- | -------------------------------------- |
| Positie                                | 15                                     | 15                                     | 18                                     | 23                                     | 24                                     | 46                                     | uit                                    |

### Nederlandse Top 40
| Positie: | 30 | 20 | 14 | 11 | 14 | 22 | 39 | uit |